# Мелбардис, Оскар
Оскар Мелбардис (латыш. Oskars Melbārdis, 16 февраля 1988, Валмиера) — латвийский бобслеист, выступающий за сборную Латвии с 2006 года. Чемпион Олимпийских игр 2014 года и бронзовый призёр Олимпийских игр 2018 года, двукратный Чемпион, серебряный и бронзовый призёр Чемпионата Европы, Чемпион и трёхкратный призёр чемпионатов мира, четырехкратный обладатель Кубка мира (в двойках и четверках 2014/15, а также в комбинации 2012/13 и 2014/15), неоднократный победитель и призёр национальных первенств, различных этапов Кубка мира и Европы. До сезона 2010/11 был разгоняющим у пилота Яниса Минина, потом сам переквалифицировался в пилота.

## Биография
Оскар Мелбардис родился 16 февраля 1988 года в городе Валмиера, Латвия. Уже с детства увлекался спортом, учился в спортивной гимназии, а в 2006 году решил попробовать себя в бобслее. В течение двух лет выступал в основном на второстепенных менее значимых соревнованиях, пока в 2008 году не присоединился к четырёхместному экипажу Яниса Минина — вместе они взяли несколько медалей на этапах Кубка мира, в том числе две золотые, а также выиграли чемпионат Европы в итальянской Чезане. На чемпионате мира 2009 года в американском Лейк-Плэсиде финишировали третьими среди четвёрок, удостоившись бронзовых наград. Будучи самым сильным экипажем Латвии, должны были ехать на зимние Олимпийские игры 2010 года в Ванкувер, однако у Минина произошёл конфликт с главным тренером, в результате чего пилоту пришлось завершить карьеру, а на Олимпиаду отправился экипаж Эдгара Маскаланса.
После этого скандала Мелбардис находился в состоянии апатии и думал об уходе из бобслея, но удачно проявил себя в качестве пилота и, получив поддержку от президента национальной федерации Зинтиса Экманиса, решил продолжить выступления. В качестве пилота в сезоне 2011/12 на отдельных этапах Кубка мира выиграл три бронзовые медали и четырежды финишировал четвёртым. Принимал участие в заездах молодёжного чемпионата мира в австрийском Иглсе, где одержал победу в обеих дисциплинах, как в двойках, так и четвёрках, также занял восьмое место в двойках на взрослом мировом первенстве в Лейк-Плэсиде. После завершения карьеры Маскаланса Оскар Мелбардис стал ведущим пилотом в сборной Латвии и главным претендентом на участие в Олимпийских играх 2014 года.

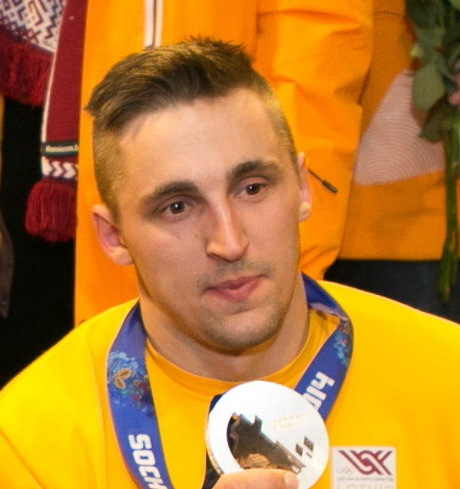
2014 год

После дисквалификации Международным олимпийским комитетом Александра Зубкова и ряда российских бобслеистов за нарушение антидопинговых правил, результаты показанные на Олимпийских играх 2014 года были аннулированы. В 2019 году произошло перераспределение медалей, в котором латвийская бобслейная четвёрка стала чемпионом игр.

### Выступления на Олимпийских играх
| Олимпийские игры | Возраст | Команда | Двойки | Четвёрки |
| ---------------- | ------- | ------- | ------ | -------- |
| 2014 Сочи        | 26      | Латвия  | 3      | 1        |
| 2018 Пхёнчхан    | 30      | Латвия  | 3      | 5        |